# ديفيد بومان (سياسي)
ديفيد بومان هو سياسي أسترالي، ولد في 24 أغسطس 1860 في بنديجو في أستراليا، وتوفي في 25 فبراير 1916 في بريزبان في أستراليا. نشط حزبياً في حزب العمال الأسترالي. وقد انتخب Leader of the Opposition (Queensland) ‏ وانتخب عضو المجلس التشريعي لولاية كوينزلاند ‏ عن دائرة Electoral district of Warrego ‏ (16 ديسمبر 1899 – 11 مارس 1902).